# Narasimha I
Narasimha I (Kannada) (r. 1152–1173 d. C.) fue un gobernante del Imperio Hoysala. Su principal legado es su victoria sobre su señor, el rey Tailapa III del Imperio Chalukya Occidental, que allanó el camino para la declaración de independencia por parte de su sucesor. Sin embargo, no logró estar a la altura del desafío de su feudatorio Kalachuri, Bijjala II. Narasimha I fue derrocado por su hijo Veera Ballala II.

## Regla
El general Hulla de Narasimha I construyó una casa de caridad en Jinanathapura (cerca de Shravanabelagola) en 1163 EC y Bhandara Basadi en 1159 EC.  

### Citas
1. ↑  Singh, 2008, p. 84.
2. ↑  Sangave, 1981, p. 18.